# Stjepan Jukić
Stjepan Jukić (født 10. december 1979) er en tidligere kroatisk fodboldspiller.